# La paura degli aeromobili nemici
La paura degli aeromobili nemici è un film muto italiano del 1915 diretto e interpretato da André Deed.

## Restauro
- Museo Nazionale del Cinema, Cineteca di Bologna 2005[1]